# Zuhair Bakhit
Zuhair Bakhit Bilal (in arabo هير بخيت‎?; 13 luglio 1967) è un ex calciatore emiratino, di ruolo attaccante.

## Carriera

### Club
Ha trascorso tutta la propria carriera nell'Al-Wasl.

### Nazionale
Con la Nazionale di calcio degli Emirati Arabi Uniti ha partecipato ai Mondiali 1990 e alla Coppa d'Asia 1996, conclusa al secondo posto.

## Palmarès
- Campionato emiratino: 4

Al-Wasl: 1988, 1992, 1997, 2007
- Coppa del Presidente degli Emirati Arabi Uniti: 1

Al-Wasl: 2007